# Hugh Williams (Schauspieler)
Hugh Anthony Glanmor Williams (* 6. März 1904 in Bexhill-on-Sea, England; † 7. Dezember 1969 in London, England) war ein britischer Schauspieler und Autor.

## Leben und Karriere
Geboren in einer Kleinstadt in der südenglischen Grafschaft East Sussex, absolvierte Hugh Williams seine Ausbildung zum Schauspieler an der Londoner Royal Academy of Dramatic Art. Mit 17 Jahren stand er zum ersten Mal als professioneller Schauspieler auf der Bühne und wurde schnell ein populärer Hauptdarsteller auf den Bühnen von London und Liverpool. 1929 reiste Williams zum ersten Mal in die Vereinigten Staaten, wo er bald darauf in einer Filmversion von Charleys Tante mit Charlie Ruggles in der Hauptrolle zu sehen war. Nach seiner Rückkehr in sein Heimatland wurde er dort zu einem Filmstar des britischen Kinos in den 1930er-Jahren, häufig in Upper-Class-Rollen. Der schwarzhaarige Darsteller spielte unter anderem an der Seite von Conrad Veidt, Cedric Hardwicke, Constance Bennett, Mrs. Patrick Campbell und Douglas Fairbanks junior. Dabei trat Williams in vielen Genres von Komödie bis Drama oder Kriminalfilm auf.
Gelegentlich kam er auch zu Auftritten in Hollywood, dort blieb es aber bei Nebenrollen, etwa in den Literaturverfilmungen David Copperfield (1935, als Copperfields unzuverlässiger Freund Steerforth) und in Sturmhöhe (1939, als alkoholsüchtiger Hofherr Hindley). Auch Auftritte am Broadway hatte er während dieser Zeit. Während seines Einsatzes im Zweiten Weltkrieg drehte er weniger Filme, hatte aber dennoch Auftritte in Kriegsfilmen wie One of Our Aircraft Is Missing und Secret Mission. Nach Ende des Krieges konnte Williams seine Karriere im britischen Film erfolgreich fortführen, zunehmend in Charakterrollen.
Nach der Scheidung seiner ersten Ehe mit der Schauspielerin Gwynne Whitby (1903–1984), die von 1925 bis 1940 hielt, heiratete er 1940 die gebürtig aus Australien stammende Schauspielerin Margaret Vyner (1914–1993). Sie bekamen mehrere später bekannte Kinder, den Dichter Hugo Williams (* 1942), den Schauspieler Simon Williams (* 1946) und die Schauspielerin Polly Williams (1950–2004), die mit Nigel Havers verheiratet war. Auch mehrere seiner Enkelkinder sind im Schauspielgeschäft. Ab Anfang der 1950er-Jahre zog sich Williams zunehmend von der Kinoleinwand zurück und spielte vermehrt wieder am Theater oder im aufkommenden Fernsehen. Mit seiner Ehefrau tourte er gemeinsam und schrieb ebenfalls mehrere Stücke, etwa die erfolgreiche Komödie The Grass is Greener. Für die gleichnamige Verfilmung von The Grass is Greener mit Cary Grant, Deborah Kerr, Robert Mitchum und Jean Simmons schrieben Williams und seine Frau ebenfalls das Drehbuch.
Sein letzter von 57 Filmen war das starbesetzte Abenteuerepos Khartoum – Aufstand am Nil, wo er Lord Hartington spielte. 1969 verstarb Williams mit 65 Jahren an Speiseröhrenkrebs.

## Werk (Auswahl)

### Filmografie als Schauspieler
- 1930: Charley’s Aunt
- 1932: Down Our Street
- 1932: White Face
- 1932: Rom-Expreß (Rome Express)
- 1933: Hauptmann Sorrell und sein Sohn (Sorrell and Son)
- 1934: Outcast Lady
- 1935: Lieutenant Daring R.N.
- 1935: David Copperfield
- 1935: Leise kommt das Glück zu Dir (Let's Live Tonight)
- 1936: The Happy Family
- 1936: The Man Behind the Mask
- 1937: The Windmill
- 1937: Brief Ecstasy
- 1938: The Dark Stairway
- 1938: Bank Holiday
- 1939: Sturmhöhe (Wuthering Heights)
- 1939: Der Würger (The Dark Eyes of London)
- 1942: The Day Will Dawn
- 1942: One of Our Aircraft Is Missing
- 1942: Secret Mission
- 1947: Das rettende Lied (Take My Life)
- 1947: Ein idealer Gatte (An Ideal Husband)
- 1949: Das gefährliche Alter (The Romantic Age)
- 1952: Ein Fressen für die Fische (Gift Horse)
- 1953: Twice Upon a Time
- 1953: Der Fälscher (The Fake)
- 1953: The Intruder
- 1966: Khartoum – Aufstand am Nil (Khartoum)

### Als Autor
- 1956: The Grass is Greener (Theaterstück, zusammen mit Margaret Williams)
- 1960: Vor Hausfreunden wird gewarnt (The Grass is Greener) – Drehbuch, zusammen mit Margaret Williams
- 1965: Charlie Girl (Musical, Verfassen des Musical-Buches zusammen mit Margaret Williams; Musik des Musicals: David Heneker und John Taylor)[2]